# Nahan
Nahan es una ciudad y concejo municipal situada en el distrito de Sirmaur,  en el estado de Himachal Pradesh (India). Su población es de 28899 habitantes (2011). Fue fundada en 1621 por Raja Karam Prakash.

## Demografía
Según el censo de 2011 la población de Nahan era de 28899 habitantes, de los cuales 2973 eran hombres y 2682 eran mujeres. Nahan tiene una tasa media de alfabetización del 91,49%, superior a la media estatal del 82,80%: la alfabetización masculina es del 94,01%, y la alfabetización femenina del 88,71%.